# Hanns Eyferth
Hanns Eyferth (geboren 1. April 1901 in Wolfenbüttel; gestorben 31. August 1989 in Langenhagen) war ein deutscher Pädagoge.

## Werdegang
Hanns Eyferth studierte Jura, Nationalökonomie, Philosophie und Psychologie und promovierte 1924 zum Dr. phil. Nach kurzer Tätigkeit im Jugendgefängnis Hahnöfersand wurde er 1924 in Jena, zusammen mit seiner Frau, Mitglied der Leitung des Heims für entwicklungsgeschädigte und -gestörte Kinder von Johannes Trüper. 1942 übernahm er die Leitung der Erziehungsberatungsstelle der Nationalsozialistischen Volkswohlfahrt in Berlin.
Nach Ende des Zweiten Weltkriegs war er Mitbegründer des Landesjugendamtes im Land Brandenburg. 1951 wurde er Rektor der Pädagogischen Hochschule Lüneburg und wechselte 1960 als Referent für Lehrerbildung und Pädagogische Hochschule in das niedersächsische Kultusministerium. 1961 wurde er Vorsitzender des Trägervereins des Deutschen Jugendinstitutes.
Gemeinsam mit Hans-Uwe Otto und Hans Thiersch war er Herausgeber des Handbuchs zur Sozialarbeit/Sozialpädagogik.

## Ehrungen
- 1968: Verdienstkreuz 1. Klasse der Bundesrepublik Deutschland